# 토마 뫼니에
토마 뫼니에(프랑스어: Thomas Meunier, 1991년 9월 12일 ~ )는 쉬페르리그 소속 팀인 트라브존스포르에서 활약하고 있는 벨기에의 축구 선수이다. 포지션은 라이트 백이다.